# Lista postaci serialu Życie na fali
Lista postaci serialu Życie na fali.

## Postaci pierwszoplanowe

### Sandy Cohen
Sandy Cohen (grany przez Petera Gallaghera) – prawnik z dobrym sercem. Kocha swoją pracę w której nie zarabia zbyt wiele. To on przywiózł Ryana do Newport. Z Kirsten tworzą idealną parę. Ojciec Setha, potem Ryana oraz Sophie, która rodzi się w 4 serii.

### Kirsten Cohen
Kirsten Cohen (grana przez Kelly Rowan) – najstarsza córka Caleba Nichola i jego żony, Rose; starsza siostra Hailey Nichol i Lindsay Gardner. Ukończyła historię sztuki na Uniwersytecie w Berkeley. Ma troje dzieci, Setha, Ryana i Sophie.
Wyszła za mąż za Sandy'ego Cohena we wczesnej młodości. Jest konserwatystką.

### Ryan Atwood
Ryan Atwood występował we wszystkich 4 sezonach. Syn Franka Atwooda. Do domu Cohenów trafił po tym jak znalazł się przez swojego brata w więzieniu. Sandy Cohen był jego adwokatem, obrońcą. Dzięki dobroci i empatii do Ryana rodzina Cohenów była skłonna go zaadoptować. Nastolatek był zakochany w Marissie, sąsiadce, z którą bardzo się związał, po jej śmierci kończącej 3 sezon, nieoczekiwanym zbiegiem okoliczności związał się z Taylor, dziewczyną o wielobarwnej przeszłości i bardzo inteligentną.  W ostatnim odcinku jest drużbą na ślubie Setha i Summer. Zaczął naukę w Berkley. Na samym końcu ostatniego sezonu widzimy Atwooda jako pracownika budowlanego, najprawdopodobniej został architektem.

### Seth Cohen(inne języki)
Postać grana przez Adama Brody'ego. Seth jest nastolatkiem uczącym się w prywatnej szkole w Newport Beach, w Orange County. Jego rodzicami jest zamożne małżeństwo, Sandy Cohen i Kirsten Cohen. Gdy w życiu jedynaka pojawił się jego przyrodni brat Ryan Atwood, życie Setha uległo zmianie. Dzięki niemu, poznał Summer Roberts, w której był zakochany od lat, a także przestał być gnębionym i niezauważalnym uczniem. Początkowo jego uczucia do Summer były nieodwzajemnione, jednak dziewczyna zakochała  się i związała z Sethem. Nastoletnia para, przeżywała wiele wzlotów i upadków. W trakcie trwania ich związku, kilkakrotnie się rozstawali i łączyli z innymi partnerami. Gdy Summer zaczęła spotykać się z Zachem, w życiu Setha pojawiła się dziewczyna o imieniu Alex. Poznali się w klubie The Bait Shop, w którym Alex pracowała i jednocześnie dała pracę Sethowi, by mógł zdobyć bilety na koncert The Walkman. Przekazał je swojej miłości i jej partnerowi. Po burzliwych dniach Seth zaczął spotykać się z koleżanką z klubu, którą po pewnym czasie odwiedziła jej była eks. Tym samym młodzieniec zrywa ich związek i zostaje sam. Po wielu walkach z własną osobowością i kłótniach z Summer, ostatecznie konstatują, że nie mogą bez siebie żyć i wiążą się ze sobą zostając szczęśliwą, zakochaną parą.
w ostatnim odc. 4 ostatniej serii serialu, Seth żeni się z Summer.
Seth występuje we wszystkich czterech sezonach Życia na fali.

### Summer Roberts
Postać Summer Roberts grana jest przez aktorkę Rachel Bilson. Summer to młoda nastolatka, która mieszka z bogatym ojcem i macochą. Jest przyjaciółką Marissy Cooper i tylko ona może do niej mówić "Coop". Od młodości kocha się w niej Seth Cohen. Dzięki przyjazdowi Ryana Atwooda Summer i Seth poznają się. Na początku ich znajomość była czymś więcej tylko dla Setha, lecz później Summer odwzajemnia uczucia i wiążą się ze sobą. W ostatnim odcinku serialu została jego żoną.
Summer występuje we wszystkich czterech sezonach serialu Życie na fali.

### Marissa Cooper
Grana przez Mischę Barton, Marissa Cooper w serialu jest córką Julie Cooper-Nichol i Jimmy'ego Coopera. Ma młodszą siostrę Katlin Cooper (Willa Holland), która jest w szkole z internatem. Jej pierwszym chłopakiem był Luke Ward, następnie spotykała się z Ryanem Atwoodem (Benjamin McKenzie), z którym przeżyła wiele ciekawych przygód. W jej życiu pojawiają się także chory psychicznie Oliver Trask (sezon 1.), surfer Johnny Harper (seria 3) i Kevin Volchok (seria 3 i 4), który doprowadza do jej śmierci. Jej najlepszą przyjaciółką była Summer Roberts (Rachel Bilson).
Występuje w trzech seriach i umiera w wypadku samochodowym podczas ostatniego odcinka trzeciej serii. Po śmierci Marissy wszyscy są załamani.
Mischa Barton w jednym z wywiadów powiedziała, że rola Marissy już ją znudziła, więc zrezygnowała z występowania na planie, w wyniku czego serial stracił widzów, a oglądalność 4 serii była tak niska, że zrezygnowano z kontynuacji serialu.

### Julie Cooper-Nichol
Julie Cooper – grana przez Melindę Clarke – była żona Jimmy'ego Coopera. Rozwiodła się z nim w 1 serii gdy Jimmy stracił wszystkie pieniądze.Matka Marissy I Kaitlin. Przyjaciółka Kirsten Cohen. Podczas małżeństwa z Calebem Nicholem  miała romans z byłym chłopakiem Marissy – Lukiem, gdy wszystko się wydało jej relacje z Marissą były jeszcze gorsze. Po śmierci Caleba zamieszkała w przyczepie. Następnie związała się z ojcem Summer – Neilem. Po śmierci Marissy Julie była załamana co fatalnie wpływa na jej małżeństwo co w końcu doprowadza do jego rozpadu. Po jakimś czasie w życiu Julie pojawia się Spencer Bullit, który nieustannie zabiega o jej względy. Kobieta jednak nie ulega.Wraz z Kirsten zakłada biuro randkowe. Po czasie Julie zaczyna robić "przekręty" aby mieć jeszcze więcej pieniędzy. W firmie pojawia się Frank Atwood który ma pomóc Julie w księgowości. Cooperówna zaczyna się bać chce skończyć z przekrętami lecz jest już za późno i wszystko wychodzi na jaw. Zakochuje się we Franku, lecz wie że nie mogą być razem.Zachodzi z nim w ciążę. W ostatnim odcinku 4 sezonu ma wziąć ślub z Bullitem ale telefon Franka miesza jej w głowie. Julie postanawia być sama. Kończy studia, a na widowni jest Frank z jej dzieckiem oraz z Kaitlin. Niektórzy uważają, że Julie jest "czarnym charakterem"  lecz ona powtarzała "wszystko co robię robię dla moich córek".

### Taylor Townsend
Taylor Townsend – grana przez Autumn Reeser – pojawia się w 3 sezonie serialu. Jest przyjaciółką Summer, Setha i Ryana, i staje się później dziewczyną tego ostatniego. Jest miłą, ambitną i upartą osobą, która zawsze dąży do zamierzonego celu.

### Katlin Cooper
Katlin Cooper (grana przez Willę Holland) to najmłodsza córka Julie Cooper i młodsza siostra Marissy. Odważna, sprytna, przebiegła i zdolna do wszystkiego.

### Jimmy Cooper
Jimmy Cooper (grany przez Tate Donovana) to były mąż Julie Cooper-Nichol, ojciec Marissy i Kaitlin. W młodości zakochany w Kirsten Cohen, pracował nawet u jej ojca i mieli się pobrać, gdy Kirsten oświadczyła, że wyjeżdża na studia do innego miasta, co spowodowało rozpad ich związku. W 7 odcinku 2 sezonu przeprowadza się na Maui aby "odzyskać" życie. Powodem jest również romans z byłą żoną, Julie. Wraca w kilku odcinkach 3 sezonu ale ponownie nie umie się zaadoptować w Newport. Na stałe znika z serialu pojawiając się jedynie w odcinku specjalnym 4 sezonu.

### Caleb Nichol
Ojciec Kirsten i Hailey. Dziadek Setha i teść Sandy'ego. Pod koniec pierwszego sezonu bierze ślub z Julie Cooper. Umiera w sezonie drugim, nie pozostawiając z powodu długów ani grosza.

### Luke Ward
Na początku pierwszego sezonu chłopak Marissy Cooper. Pochodził z rodziny, w której ojciec był gejem. Luke dowiaduje się o tym, gdy wraz z Ryanem oglądają samochody w salonie ojca Luke’a. Luke z tego powodu ma dużo nieprzyjemności w szkole. Jego rodzina się rozpada, on zaś łączy się na jakiś czas z Julie Cooper. Postanawia wyjechać wraz z ojcem, dlatego też chce pożegnać się z Marissą. Ona nie umie mu wybaczyć, że był z jej matką. Luke widzi jak Caleb prosi o rękę Julie i jest tym załamany. Po spożyciu dużej ilości alkoholu jedzie samochodem porozmawiać z Julie, w czasie jazdy ma wypadek. Marissa i Ryan widzą miejsce wypadku i jadą za karetką do szpitala. Tam czekają aż Luke się obudzi. Marissa w szpitalu rozmawia z Lukiem, żegna się z nim i mu przebacza. Julie nie przejmuje się wypadkiem Luke'a. Luke wyjeżdża. Niespodzianką była jego obecność w pierwszym odcinku 2 sezonu pokazując że po przyjeździe do Portland poznał nową dziewczynę i stanął na nogi. Ryan w rozmowie z Lindsay wspomniał o nim mówiąc że pobił się kiedyś z kapitanem waterpolo, ale dali sobie szansę i okazał się całkiem dobrym kumplem. Często wspominano o nim w 4 sezonie, Nie wiadomo jednak czemu nie pojawił się ponownie w serialu.

## Postaci drugoplanowe

### Anna Stern
Jest słodka i świetnie się ubiera. Na początku sezonu walczy o Setha i zdobywa go. Seth I Anna są identyczni, Seth jest znudzony tą monotonią. Summer postanawia go zdobyć- udaje jej się. Doprowadza do rozpadu ich związku, ale nadal zostają przyjaciółmi. Opuszcza Newport. Seth i Anna ponownie spotykają się na uczelni "Brown". Anna pomaga Sethowi.

### Theresa Diaz
Theresa Diaz – grana przez Navi Rawat – to była dziewczyna Ryana Atwooda. Jej mężem jest Eddie, który często się nad nią znęcał w pierwszym sezonie serialu. Mają razem syna- Daniela, co było powodem kontrowersji, ponieważ podejrzewano, że jego ojcem jest Ryan.

### Trey Atwood
Trey Atwood – grany przez Bradleya Strykera –  brat Ryana przez którego chłopak trafia do więzienia. Trey ponownie pojawia się w 2 sezonie. Zakochuje się w Marissie. Pod nieobecność Ryana Trey próbuje "dobrać" się do Marissy. Idą na plaże gdzie Trey próbuje zgwałcić Marissę. Wywołuje to dziwne zachowanie u Marissy. Gdy Marissa mówi o tym zdarzeniu Summer dziewczyna mówi Sethowi ten natomiast idzie do Ryana i prosi aby nie wstąpił w niego dawny Ryan. Gdy Ryan się o wszystkim dowiaduje wściekły jedzie do Treya. Zaczynają się bić. Trey wyciąga broń, akcja się rozwija przychodzi Marissa i w obronie Ryana strzela do Treya. Chłopak zapada w śpiączkę. Po przebudzeniu składa fałszywe zeznania. W końcu wszystko się wyjaśnia. Marissa i Ryan wylatują ze szkoły. A Trey wyjeżdża.

### Hailey Nichol
Siostra Kirsten Cohen, lubi zaszaleć, co jest powodem afer związanych z jej kontrowersyjnym charakterem. Związana przez jakiś czas z Jimmym Cooperem. Zazwyczaj powodem jej przyjazdów jest brak pieniędzy. Z początkiem drugiego sezonu wyjechała do Japonii przyjmując propozycję ze świata mody. Wróciła w końcowych odcinkach na pogrzeb Caleba.

### Dawn Atwood
Matka Ryana Atwooda i jego brata Treya, mieszkała w Chino. W sezonie 3, przeprowadziła się do Albuquerque. Grała ją aktorka Daphne Ashbrook.
Była swego czasu uzależniona od alkoholu. Jej mąż Frank Atwood był alkoholikiem i stosował przemoc. Nie jest pewne czy Dawn i Frank pozostali małżeństwem czy wzięli rozwód. Pojawiła się na początku pierwszego sezonu (1x01 – The Pilot), a z serialem pożegnała się w ostatnim odcinku trzeciego (3x24 – The Graduates) pojawiając się na rozdaniu świadectw Ryana i podarowując mu z tej okazji samochód.

### Oliver Trask
Oliver Trask to kontrowersyjna fikcyjna postać występująca w pierwszym sezonie serialu Życie na fali. Stał się on jednym z najmniej lubianych bohaterów. Oliviera Traska zagrał aktor Taylor Handley.
W pierwszym sezonie Olivier Trask to bogaty osiemnastolatek który żyje w hotelowym apartamencie. Jego rodzice mają sieć hoteli i zostawiają go bez opieki. Opuścił swoją ostatnią szkołę, Pacific High, z powodu dziewczyny, której obsesyjnie pragnął. Olivier próbował popełnić z jej powodu samobójstwo. Poznaje Marissę na terapii i zakochuje się w niej. Opowiada jej o nieistniejącej Natalie Bishop, by poczuła się bezpieczna i by mu współczuła. Później dowiadują się, że Natalie Bishop jest pracownicą hotelu w którym mieszka Olivier i kiedyś była jego nianią.
Olivier w ciągu kilku odcinków zostaje aresztowany za kupowanie kokainy, symuluje samobójstwo i grozi sobie strzałem w głowę, jeśli Marissa nie rzuci Ryana. W końcu, Ryan i Luke znają prawdę dotyczącą Oliviera. Jak na ironię, oboje byli już wcześniej z Marissą, która tymczasowo zerwała z Ryanem.
Dalsze losy
Olivier pierwszy raz pojawia się w odcinku "the Best Chrismukkah Ever" (Sezon pierwszy, epizod trzynasty). Swoją karierę w serialu kończy na epizodzie osiemnastym tego samego sezonu, czyli "The Truth". Jednakże wielokrotnie o tej postaci wspominano. W odcinku 1x27 – The Ties That Bind Seth stwierdził, że gdyby nie stosunki Marissy do Oliviera nie byłoby afery z ciążą Theresy. Ryan powiedział w odcinku 3x25 – The Graduates, że w historii jego i Marissy nie zmieniłby nic poza Olivierem. Chodziły plotki, iż Olivier miał pojawić się w finale drugiego sezonu. Gdy tak się nie stało spekulowano, iż powróci razem z Kirsten z odwyku. Wszystko skończyło się tylko słownymi nawiązaniami, co było zapewne powodem plotek.

### Zach Stephens
Chłopak Summer Roberts, który był z nią do połowy drugiego sezonu, a konkretnie do odcinka 2x14 – The Rainy Day Woman.
Na początku Zach dołączył do Klubu Miłośników Komiksów który założył Seth Cohen. Jednakże ich przyjaźń została poddana próbie gdy okazało się, że jest on chłopakiem byłej dziewczyny Setha, Summer Roberts. Zach i Seth zdecydowali się wspólnie stworzyć komiks pod tytułem "Atomic County", którego bohaterami byli nastolatkowie z supermocami, mieszkający w Orange County. Podczas projektu Summer zdała sobie sprawę, że nadal coś czuje do Setha i wróciła do niego. Zach wymyślił historię o Włoszce którą miał poznać na weselu swojej siostry. Seth i Summer szybko jednak odkryli, że to kłamstwo. Zach i Seth wdali się w bójkę o Summer na imprezie promującej ich komiks. Po tym zdarzeniu Zach opuścił Newport Beach by pracować z George'em Lucasem, a Seth i Summer zeszli się po raz kolejny.

### Johnny Harper
Johnny Harper – grany przez Ryan Donowho – to surfer, który zakochuje się w Marissie. Ona nie jest pewna swoich uczuć i nadal jest dziewczyną Ryana. Gdy Marissa wraca do Harbor Johnny jest załamany.Zaczyna spotykać się z Kaitlin.Podczas ich spotkanie spada pijany ze skałek na plaży. Jego śmierć widzą Marissa, jej siostra i Ryan. PO jego śmierci jej związek z Ryanem zaczyna się rozpadać.

### Kevin Volchok
Kevin Volchok – grany przez Cama Gigandeta – przez pewien okres był chłopakiem Marissy. Działo się to gdy Marissa była zdołowana po śmierci Harpera. Doprowadził do jej śmierci w ostatnim odcinku trzeciej serii. W 4 sezonie Ryan rusza w pogoń za Volchokiem.Chce go zabić i pomścić ukochaną Marissę. W końcu dochodzi do niego rozmawia z nim. Kevin idzie do więzienia. Większość fanów OC  nienawidzi Kevina Volchoka.

### Lindsay Gardner
Lindsay Gardner – grana przez Shannon Lucio – przez pewien czas jest dziewczyną Ryana; wraz z rozwojem wydarzeń okazuje się, że jest córką Caleba.
Lindsay pojawiła się na początku drugiego sezonu serialu jako nowa uczennica Harbor High School. Po rozstaniu z Marissą Ryan przelewa swe uczucia właśnie na nią. Z początku szczęśliwy związek psuje to, że Lindsay okazuje się nieślubną córką Caleba, który zapłacił matce Lindsay należne alimenty tym samym ujawniając swoje ojcostwo. Na dodatek informacja o nieślubnej córce psuje relacje między nim a jego córką Kirsten przez to, że Kirsten jest z Lindsay spokrewniona.
Ówczesna żona Caleba, Julie Cooper-Nichol zaczęła się obawiać o swój udział w majątku męża po tym, jak ogłosił iż zamierza adoptować Lindsay. Julie powstrzymuje adopcję i sugeruje zrobienie testów DNA na ostateczne potwierdzenie ojcostwa. Pomimo tego, iż testy wykazały, że Lindsay była córką Caleba, ta wyjechała ze swoją matką do Chicago, zostawiając zarówno Ryana jak i Caleba. Nie wiadomo, dlaczego Lindsay nie pojawiła się na pogrzebie swojego ojca, który odbył się na końcu drugiego sezonu.